# Eacles quintanensis
Eacles quintanensis är en fjärilsart som beskrevs av Lemaire 1971. Eacles quintanensis ingår i släktet Eacles och familjen påfågelsspinnare. Inga underarter finns listade i Catalogue of Life.